# Абедзаде, Ахмад Реза
Ахмад Реза Абедзаде (перс. احمدرضا عابدزاده‎; род. 25 мая 1966, Абадан, Хузестан) — иранский футболист, вратарь.

## Карьера игрока
За свою карьеру футболиста Абедзаде защищал ворота ведущих иранских клубов: «Эстегляля», «Сепахана» и «Персеполиса». С последним, за который выступал с 1994 по 2001 год, Абедзаде достиг наивысших успехов, четырежды становясь чемпионом Ирана и один раз обладателем Кубка Ирана.
Абедзаде вынужден был завершить свою профессиональную карьеру футболиста в 2001 году из-за перенесённого инсульта.

## Международная карьера
Ахмад Реза Абедзаде попал в состав сборной Ирана на чемпионат мира 1998 года. Он оставался в запасе в первом матче Ирана против сборных Югославии, в двух последующих играх против сборных США и Германии он защищал ворота, пропустив 1 гол от американцев и 2 от немцев.

## Тренерская карьера
После вынужденного ухода из футбола Абедзаде перенёс ещё ряд операций, 11 марта 2007 года он вновь перенёс инсульт из-за смерти матери. В то же время он работал тренером вратарей во многих клубах: в «Сайпе» в 2001 году, в «Эстеглаль Ахваз» в 2005 году, в «Персеполисе» с 2008 по 2009 год, «Стил Азине» в 2010 году и в «Лос-Анджелес Блюз» с 2011 до 2012 года. В 2014—2015 годах тренировал вратарей в иранском «Рах Ахане».

## Семья
Сын Амир родился 26 апреля 1993 года, также стал футбольным вратарём.

## Достижения
В качестве игрока
Персеполис
- Чемпион Ирана (4): 1995/96, 1996/97, 1998/99, 1999/00
- Обладатель Кубка Ирана: 1998/99